# Allocosa marshalli
Allocosa marshalli este o specie de păianjeni din genul Allocosa, familia Lycosidae. A fost descrisă pentru prima dată de Pocock, 1901. Conform Catalogue of Life specia Allocosa marshalli nu are subspecii cunoscute.